# Dennis Gaubatz
Dennis Earl Gaubatz (* 11. Februar 1940 in Needville, Texas) ist ein ehemaliger US-amerikanischer American-Football-Spieler auf der Position des Linebackers. Er spielte in der National Football League (NFL) für die Detroit Lions und die Baltimore Colts.

## Jugend
Dennis Gaubatz stammte aus einfachen wirtschaftlichen Verhältnissen. Sein Vater arbeitete als Nachtwächter in einer Schwefelfabrik und zog mit der Familie nach West Columbia, Texas, wo sein Sohn die Highschool besuchte. In der Footballschulmannschaft spielte er als Linebacker und Center und wurde in seinem letzten Schuljahr in die Staatsauswahl von Texas gewählt.

## Spielerlaufbahn

### Collegekarriere
Gaubatz bekam mehrere Stipendien angeboten und entschloss sich 1959 zu einem Studium an der Louisiana State University (LSU). Während seines Studiums heiratete er seine Jugendliebe und wurde daraufhin von seinem College mit 75 US-Dollar monatlich finanziell unterstützt. Erst in seinem zweiten Studienjahr spielte er als Linebacker College Football für die LSU Tigers. 1962 konnte er mit seiner Mannschaft mit einem 25:7-Sieg über das Team der University of Colorado Boulder den Orange Bowl gewinnen. Im selben Jahr erfolgte seine Wahl in die Auswahl der  Southeastern Conference. 1963 erfolgte die Wahl von Gaubatz zum All-American. Gaubatz wurde von seinem College aufgrund seiner sportlichen Leistungen dreimal ausgezeichnet.

### Profikarriere
Dennis Gaubatz wurde 1963 von den Detroit Lions in der achten Runde des NFL Drafts als 111. Spieler ausgewählt. Auch die Boston Patriots aus der American Football League (AFL) zeigten Interesse an Gaubatz und wählten ihn in der AFL-Draft in der 25. Runde an 199. Stelle aus. Gaubatz entschloss sich das Vertragsangebot der Lions anzunehmen. Er hatte die Hoffnung, für die Lions als Starter aufzulaufen, da sich die Karrieren von zwei etatmäßigen Linebackern der Lions, Joe Schmidt und Carl Brettschneider, dem Ende zuneigten. In seinem ersten Spieljahr kam er hauptsächlich als Ersatzspieler auf der Linebackerposition zum Einsatz, zudem erhielt er Einsatzzeit in den Special Teams der Lions. 1964 ersetzte er Carl Brettschneider auf der Position eines Outside Linebackers, bevor er das spätere Mitglied in der Pro Football Hall of Fame Joe Schmidt aufgrund von dessen Verletzung als Middle Linebacker ersetzen musste. Beide Spieljahre waren für die Lions nicht von Erfolg gekrönt, sie konnten sich weder 1963 noch 1964 für die Play-offs qualifizieren.
Neben seiner Footballkarriere studierte Gaubatz erfolgreich Industrietechnologie. 1965 schloss er sein Studium erfolgreich ab und arbeitete nach der NFL-Saison bei Ford. In diesem Jahr wurde er von Don Shula, dem Head Coach der Baltimore Colts, angesprochen, der ihm ein Vertragsangebot mit einem Jahressalär von 18.000 US-Dollar unterbreitete. Gaubatz gab seine Einwilligung, verkaufte mit Hilfe der Colts sein Haus in Detroit und wechselte nach Baltimore. Die Colts waren ein Spitzenteam in der NFL und im Vorjahr erst im NFL-Endspiel gescheitert. Shula gelang es vor der Saison Gaubatz in sein Spielsystem zu integrieren. Es gelang ihm mit zahlreichen Spielern der Colts, wie Johnny Unitas, Bobby Boyd oder Bubba Smith Freundschaft zu schließen. Bereits in seinem ersten Spieljahr für die Colts war Gaubatz für die Ansage der Defense-Spielzüge verantwortlich. Mit seiner Mannschaft konnte er 1965 in der Regular Season 10 von 14 Spielen gewinnen. Im anschließenden Divisional-Play-off-Spiel scheiterten die Colts allerdings an den Green Bay Packers mit 10:13. Obwohl sich die Colts in der Ligaspitze auch weiterhin etablieren konnten, gelang ihnen erst 1968 der erneute Einzug in die Play-offs. Nach 13 Siegen aus 14 Spielen schlugen die Colts im Divisional-Play-off-Spiel die Minnesota Vikings mit 24:14. Im NFL-Endspiel konnte sich Gaubatz mit seiner Mannschaft gegen Cleveland Browns mit 34:0 durchsetzen. Dieser Sieg bedeutete für die Colts den Einzug in das AFL–NFL World Championship Game, wo sie auf die New York Jets trafen. Gaubatz gelang in dem Spiel ein Sack gegen Joe Namath, den Quarterback der Jets. Er konnte damit aber die 7:16-Niederlage seiner Mannschaft im Super Bowl III nicht verhindern.
Die Saison 1969 lief weder für die Colts noch für Gaubatz gut. Während die Colts ihre führende Stellung in der NFL verloren, verletzte sich Gaubatz in der Saison an der Hand und wurde durch Mike Curtis ersetzt. Shula verließ nach der Saison die Colts und Gaubatz bat darum an die Washington Redskins abgegeben zu werden, da er für deren Trainer Vince Lombardi spielen wollte. Lombardi starb jedoch vor der Saison und Gaubatz entschloss sich seine Spielerkarriere zu beenden.

## Nach der Spielerlaufbahn
Dennis Gaubatz arbeitete auch während seiner Laufbahn bei den Colts in der Wirtschaft und verkaufte in der spielfreien Zeit Zement. Er betrieb nach seiner Karriere eine Bar und einen Imbissstand. Nachdem er in seine Heimatstadt zurückgekehrt war, arbeitete er in leitender Stellung bei Dow Chemical, 1998 setzte er sich zur Ruhe.